# Martie 2012
Acest articol este generat integral pe baza informațiilor din articolul 2012 și este actualizat periodic de un robot.
 Editările făcute în articol vor fi șterse la următoarea actualizare! Dacă doriți să faceți modificări, editați articolul-sursă.

ianuarie -
februarie -
martie -
aprilie -
mai -
iunie -
iulie -
august -
septembrie -
octombrie -
noiembrie -
decembrie
Martie 2012 a fost a treia lună a anului și a început într-o zi de joi.

## Evenimente

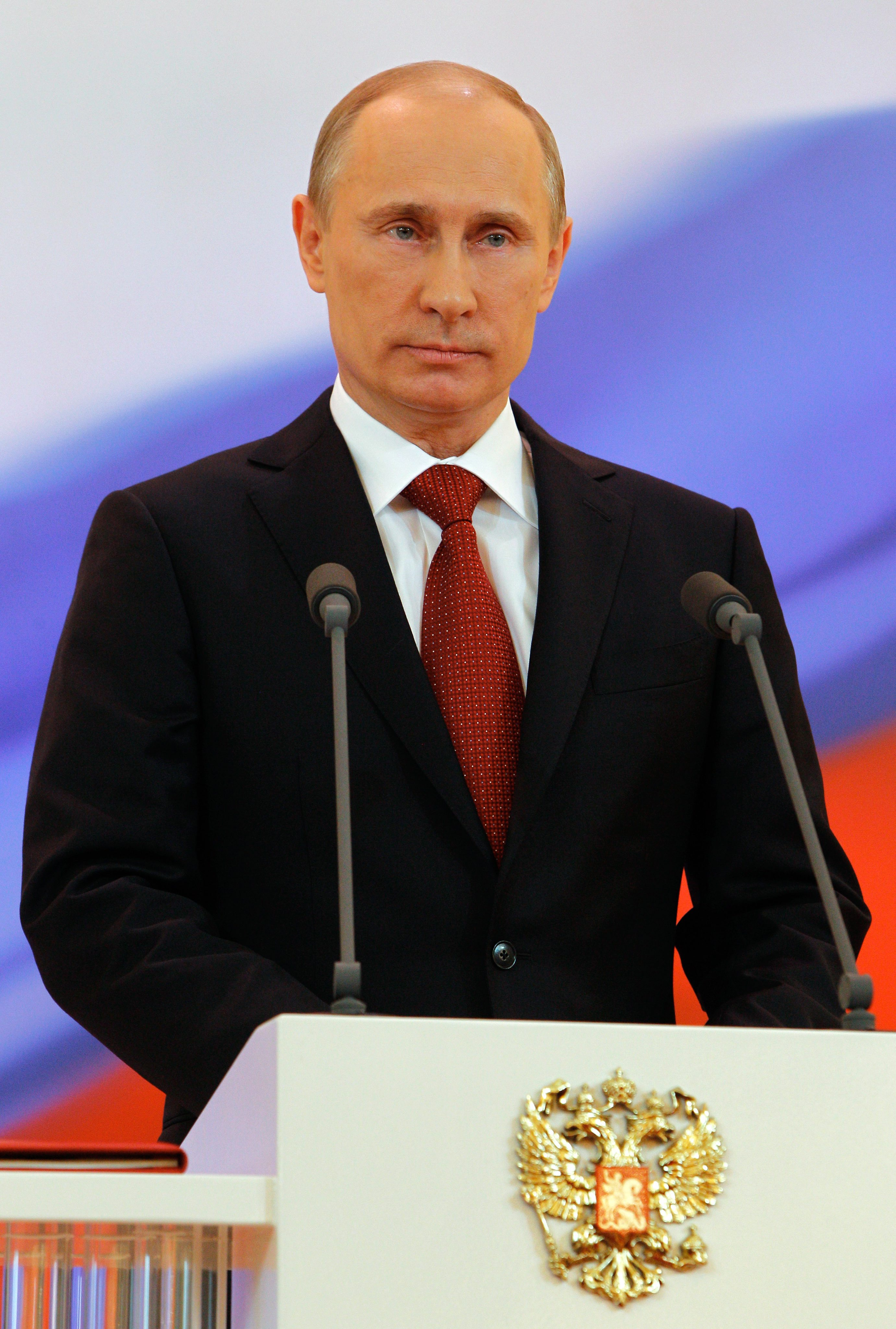
Vladimir Putin câștigă cel de-al treilea mandat de președinte al Federației Ruse.

- 1 martie: Vaticanul publică documente secrete, vechi de sute de ani.
- 1 martie: Serbia a obținut statutul de țară candidată la Uniunea Europeană. România și-a retras obiecțiile în urma unui acord bilateral privind minoritatea română din Serbia.
- 2 martie: Alegeri parlamentare în Iran.
- 4 martie: Primul tur al scrutinului prezidențial din Rusia. După 4 ani, premierul Vladimir Putin este ales din nou ca președinte a Federației Ruse, cu 58,3% din voturi.
- 4 martie: Cel puțin 50 de morți și 27 de răniți într-un accident rutier din Guineea.
- 4 martie: 14 morți și 60 de răniți într-un accident feroviar în Polonia. Acesta este cel mai mare accident feroviar din ultimii 20 de ani din Polonia.
- 4 martie: O serie de explozii au fost la un depozit de muniții în Brazzaville, capitala Republicii Congo, care s-au soldat cu cel puțin 250 de morți.
- 5 martie: Marte s-a apropiat cel mai mult de Pământ, în ultimii 2 ani.
- Este lansat Kony 2012, un scurt film creat de Invisible Children, Inc. Scopul filmului este de a promova mișcarea de binefacere „Stop Kony” pentru a-l face pe inculpatul ugandez, Joseph Kony, criminal de război și fugar, condamnat de Curtea Penală Internațională, cunoscut la nivel global, cu scopul de a-l avea în custodie până în decembrie 2012.
- 10 martie: Alegeri parlamentare în Slovacia.
- 11 martie: Un soldat american a împușcat mortal 16 civili afgani.
- 13 martie: Miniștrii de finanțe din UE au decis să blocheze fonduri în valoare de 495 milioane euro destinate Ungariei, din cauza deficitului bugetar excesiv.
- 13 martie: După 244 de ani în care au fost scoase numeroase ediții, s-a luat decizia de a opri tipărirea faimoasei Enciclopedii Britannica, ea rămânând doar în format electronic.
- 15 martie: Etiopia a anunțat că armata sa a lansat un atac în interiorul vechiului său inamic, Eritreea.
- 18 martie: Pastorul Joachim Gauck, disident din fosta RDG și primul comisar pentru studierea arhivelor Stasi, a fost ales președinte federal al Germaniei.
- 19 martie: Un om înarmat, de religie musulmană, a atacat o școală evreiască din Toulouse, omorând 3 copii, un adult și rănind mai multe persoane.
- 21 martie: Începutul loviturii de stat din Mali. Soldați rebeli din Mali au atacat palatul prezidențial și sediile televiziunii și radioului de stat; au susținut că tentativa lor de lovitură de stat a reușit și că președintele Amadou Toumani Toure a fost înlăturat de la putere.
- 26 martie: A 6-a ediție a Premiilor Gopo.
- 26-27 martie: are loc Nuclear Security Summit la Seul.
- 30 martie: Începe ocuparea de către grupări islamiste armate, susținute de o grupare rebelă tuareg, a nordului țării. La sfârșitul lui iunie, islamiștii obțin o victorie importantă asupra rebelilor tuaregi, consolidându-și controlul deja puternic asupra regiunii, în care impun sharia (legea islamică). O puternică armată africană, susținută de către occidentali, se pregătește să intervină în nord.

## Decese
- 1 martie: Andrew Breitbart, 43 ani, jurnalist conservator american (n. 1969)
- 1 martie: Lucio Dalla, 68 ani, cantautor și muzician italian (n. 1943)
- 1 martie: Ana Maria Musicescu, istoric de artă român
- 1 martie: Boris Tukan, 88 ani,  evreu basarabean, dialectolog, lexicograf, traducător și turcolog sovietic moldovean și israelian  (n. 1923)
- 4 martie: Joan Taylor (n. Rose Marie Emma), 82 ani, actriță americană de etnie italiană (n. 1929)
- 5 martie: Angela Chiuaru, 83 ani, actriță română (n. 1928)
- 6 martie: Francisco Xavier do Amaral, 74 ani, primul președinte al Timorului de Est (1975), (n. 1937)
- 9 martie: Dan Damian, 84 ani, actor român (n. 1927)
- 10 martie: Jean Giraud (Jean Henri Gaston Giraud), 73 ani, desenator francez (n. 1938)
- 10 martie: Frank Sherwood Rowland, 84 ani, chimist american, laureat al Premiului Nobel  (1995), (n. 1927)
- 11 martie: Sorin Ullea, 86 ani, istoric de artă român  (n. 1925)
- 13 martie: Ștefan Guleș, 78 ani, pictor român (n. 1933)
- 14 martie: Moshe Yehoshua Hager, 95 ani, rabin român stabilit în Israel (n. 1916)
- 14 martie: Șerban Rădulescu-Zoner, 82 ani, deputat român (1992-2000), (n. 1929)
- 16 martie: Georges Aber, 81 ani, cântăreț și compozitor francez (n. 1930)
- 16 martie: Estanislao Basora (Estanislau Basora Brunet), 85 ani, fotbalist spaniol (atacant), (n. 1926)
- 17 martie: Patience Abbe (Patience Shorrock Abbe), 87 ani, scriitoare americană (n. 1924)
- 17 martie: Shenouda al III-lea (n. Nazeer Gayed Roufail), 88 ani, cap al Bisericii Copte Ortodoxe din Alexandria (n. 1923)
- 17 martie: Olimpian Ungherea, 74 ani, scriitor român (n. 1937)
- 18 martie: George Tupou al V-lea (n. Siaosi Tāufaʻāhau Manumataongo Tukuʻaho), 63 ani, rege al statului Tonga (2006-2012),  (n. 1948)
- 19 martie:  Ulu Grosbard, 83 ani, regizor belgian (n. 1929)
- 21 martie: Tonino Guerra, 92 ani, scriitor și scenarist italian (n. 1920)
- 22 martie: Ion Murariu, 89 ani, pictor român (n. 1922)
- 23 martie: Nikolai Buharin, 66 ani, istoric sovietic și rus (n. 1945)
- 24 martie: Ion Mitican, 80 ani, inginer și scriitor român (n. 1931)
- 25 martie: Alexandru Spătaru, 91 ani, inginer român (n. 1920)
- 28 martie: Sándor Fodor, 84 ani, scriitor și traducător maghiar (n. 1927)
- 28 martie: Ștefan Radof, 77 ani, actor român (n. 1934)
- 28 martie: Vasile Suceveanu, 67 ani, matematician român (n. 1944)
- 31 martie: Dale R. Corson, 97 ani, fizician american (n. 1914)
- 31 martie: Ion Lucian, 87 ani, actor român (n. 1924)